# فرودگاه میدو (ساسکتچوان)
فرودگاه میدو (ساسکتچوان) (به انگلیسی: Meadow Lake Airport (Saskatchewan)) یک فرودگاه همگانی با کد یاتا YLJ است که یک باند فرود آسفالت دارد و طول باند آن ۱۵۰۰ متر است. این فرودگاه در کشور کانادا قرار دارد و در ارتفاع ۴۸۱ متری از سطح دریا واقع شده‌است.